# Olga Tassi

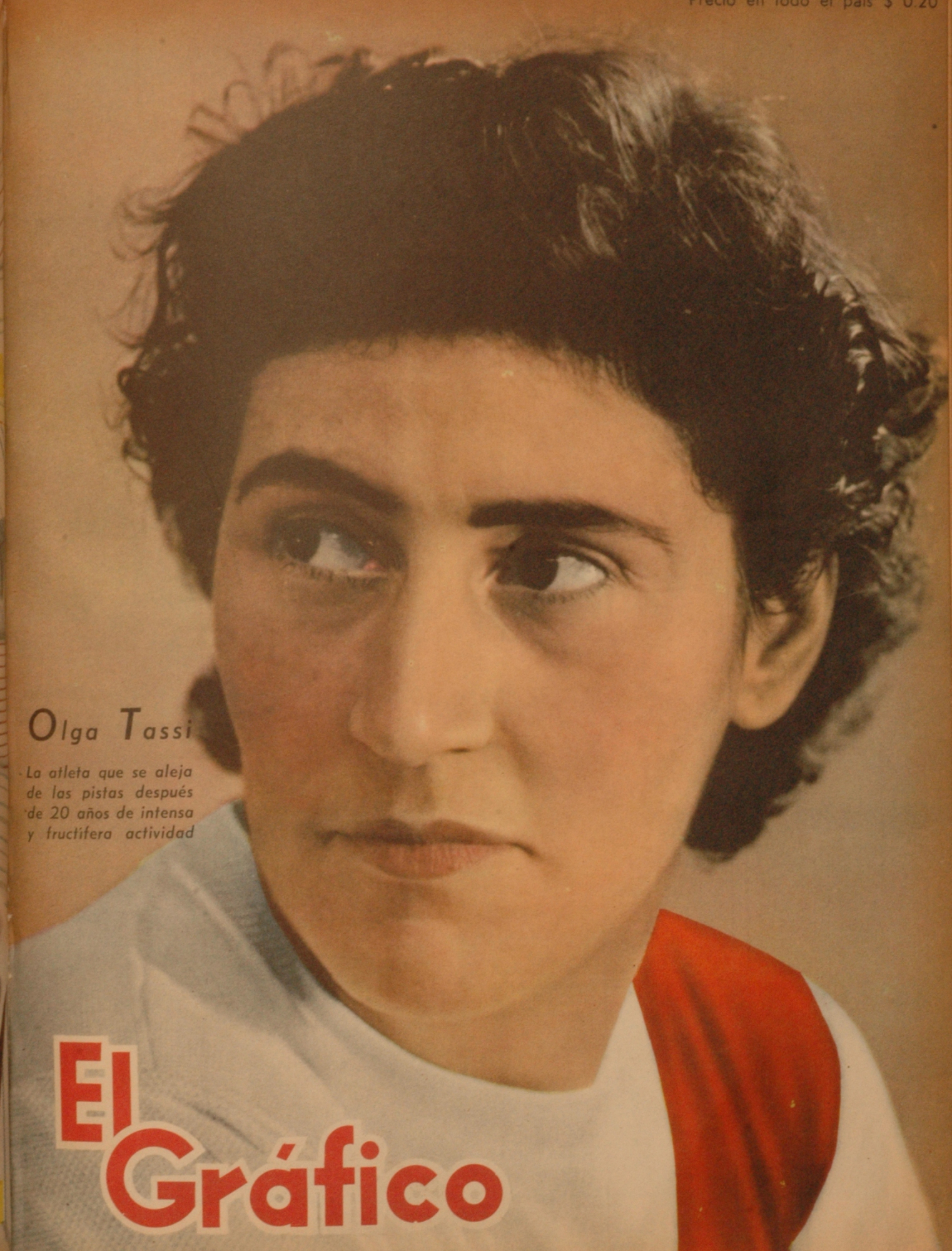
Olga Tassi en la tapa de la revista El Gráfico del 7 de septiembre de 1945. Puede leerse: Olga Tassi, la atleta que se aleja de las pistas después de 20 años de intensa y fructífera actividad.

Olga Tassi (Pergamino, 1901 - ?) fue una atleta argentina que obtuvo récords nacionales y sudamericanos. Fue pionera del atletismo femenino en su país. Entre 1927 y 1941, representando a River, obtuvo ocho récords nacionales y fue campeona argentina y sudamericana de los 100 y 200 metros.
En sus primeras épocas deportivas, Olga Tassi usaba el apellido de su madre (De Angelis) debido a que no quería que su padre Augusto, un italiano conservador, se enterara de que competía. Para hacerlo, solía escaparse de la sombrerería familiar y cuando ganaba esquivaba a los fotógrafos. Asimismo, para ir a los entrenamientos decía que iría al cine con sus amigas. A causa de sus éxitos, su padre finalmente la descubrió, pero Olga pudo convencerlo de que le permitiera seguir entrenando y compitiendo, aunque el prefería que trabajara en la sombrerería y se casara. El acuerdo fue que antes de cada competencia ella debía comer un gran plato de tallarines por creer que así tendría más energía y resistencia. Sin embargo, cuando Olga quedó seleccionada para los Juegos Olímpicos de Los Ángeles 1932, su padre no la dejó participar.
Olga logró 59 victorias en carreras de 50, 60, 80, 100 y 200 metros llanos.
En el Campeonato Sudamericano de Atletismo de 1939, en Lima, obtuvo dos medallas individuales, plata en salto en largo y bronce en 100 metros vallas. En este campeonato corrió también la posta ganadora junto con Elsa Irigoyen, otra pionera del deporte femenino de Argentina.

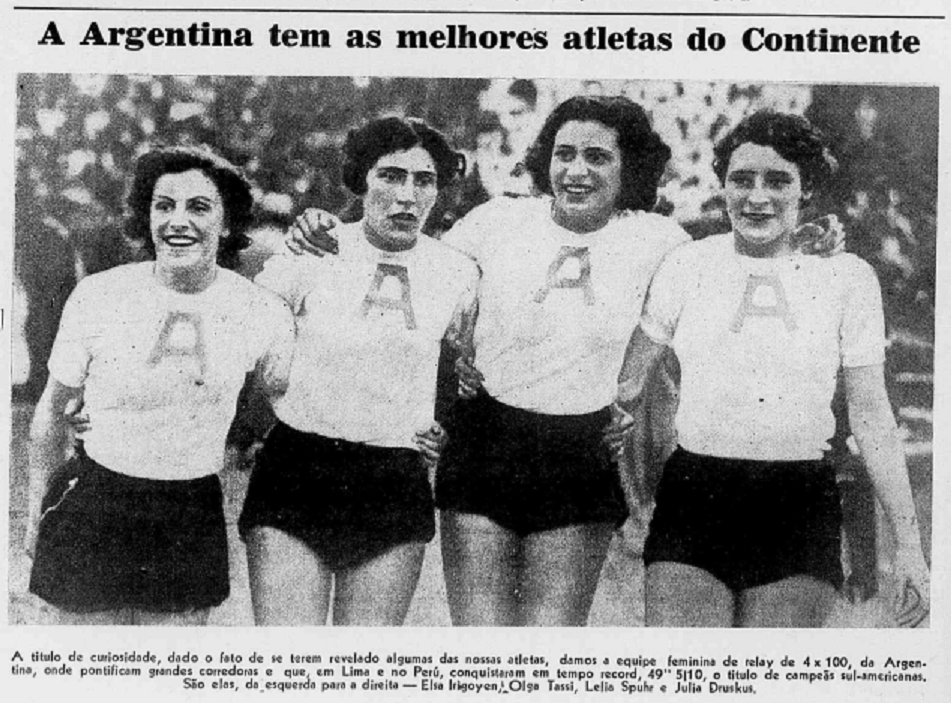
De izquierda a derecha: Elsa Irigoyen, Olga Tassi, Lelia Spuhr y Julia Druskus.

Olga Tassi fue retratada en 1940 por María Carmen Portela en la obra Figura de una atleta, que ganó el Primer Premio Municipal de Escultura e ingresó al acervo del Museo Sívori.
Se retiró a los 45 años y, con una estatura de 1.65 m., jugó al básquetbol en la primera del Club Atlético River Plate, club en el que también fue profesora de gimnasia, entrenadora de atletismo y, durante años, entrenadora de handball, disciplina que introdujo en la institución.